# مانتی ریو (کالیفرنیا)
مانتی ریو (به انگلیسی: Monte Rio) یک منطقهٔ مسکونی در ایالات متحده آمریکا است که در شهرستان سونوما، کالیفرنیا واقع شده‌است. مانتی ریو ۵٫۱۱۹ کیلومتر مربع مساحت و ۱٬۱۵۲ نفر جمعیت دارد و ۱۳ متر بالاتر از سطح دریا واقع شده‌است.